# Ledipasvir/sofosbuvir
Ledipasvir/sofosbuvir —comercialitzat sota la marca Harvoni™— és una combinació de dos principis actius per al tractament de l'hepatitis C. S'administra com una sola píndola diària que conté 90 mg de ledipasvir, un inhibidor específic de la proteïna NS5A i 400 mg de sofosbuvir, un inhibidor nucleòtid de la polimerasa NS5B. Ledipasvir/sofosbuvir va ser desenvolupat per la companyia farmacèutica Gilead Sciences i comercialitzada a l'octubre 2014. Prenent-se diàriament durant 8-12 setmanes, proporciona taxes de curació del 94% al 99% en les persones infectades amb el genotip 1 (la forma més comuna de l'hepatitis C en els EUA i alguns països europeus), independentment de la presència o absència de cirrosi hepàtica o tractament no reeixit previ. També s'ha avaluat per al tractament de la infecció amb altres genotips de l'hepatitis C, i ha demostrat resultats prometedors en els genotips 3 i 4.